# Atentados del 11 de diciembre de 2007
Los atentados del 11 de diciembre de 2007 tuvieron lugar dicho día en Argel, capital de Argelia, cuando dos coches bomba explotaron, casi simultáneamente, frente a la sede del Tribunal Supremo y las oficinas del Alto Comisariado de las Naciones Unidas para los Refugiados, respectivamente, causando 72 muertos según datos del Ministerio de Sanidad, aunque otras fuentes gubernamentales lo rebajan a 30.
Según relató el ministro del Interior de Argelia, Yazid Zerhouni, el primero cronológicamente se produjo antes de las 9.00 horas GMT (10.00, hora local) frente al Tribunal Supremo y el Consejo Constitucional en el Barrio de El Biar, en las colinas de Argel, una zona residencial, al estallar un coche bomba. La mayoría de las víctimas mortales fueron estudiantes que viajaban en un autobús escolar que pasaba por la zona en ese momento.
El segundo atentado, también con coche bomba, se produjo en el Barrio de Hydra a las 9.04 horas GMT, frente a las oficinas del Alto Comisariado de Naciones Unidas para los Refugiados (ACNUR), el Programa de las Naciones Unidas para el Desarrollo (PANUD) y la zona de embajadas de Argel. Al menos 11 de los muertos pertenecían a ACNUR, y otros tantos de la comisaría de policía de la zona.
Los servicios de seguridad argelinos y el ministro del Interior atribuyeron desde un primer momento los atentados a Al Qaida del Magreb Islámico, quien el mismo año había atentado en Dellys en septiembre y en otros dos ataques en Argel el 11 de abril.
La propia organización terrorista reivindicó los atentados pocas horas después mediante un comunicado en una web islamista. En el mismo informaban que:

Este ataque viene para recordar a los cruzados que ocupan nuestra casa y que usurpan nuestra riqueza que deben escuchar bien las exigencias, los sermones de nuestros jeques y a nuestro emir Osama Bin Laden porque si no, las espadas de los muyahidines del Magreb islámico caerán sobre sus cabezas.